# Vườn quốc gia biển Wadden Schleswig-Holstein
Vườn quốc gia biển Wadden Schleswig-Holstein (tiếng Đức: Nationalpark Schleswig-Holsteinisches Wattenmeer) là một vườn quốc gia nằm ở bang Schleswig-Holstein, trong khu vực Biển Wadden của Đức. Nó được thành lập bởi Quốc hội Schleswig-Holstein vào ngày 1 tháng 10 năm 1985, theo Đạo luật Vườn quốc gia được công bố vào ngày 22 tháng 7 năm 1985 và được mở rộng đáng kể trong năm 1999. Cùng với Vườn quốc gia biển Wadden Hạ Saxon, vườn quốc gia biển Wadden Hamburg và khu vực bộ phận thuộc cửa sông Elbe tạo thành một phần của Biển Wadden tại Đức.
Vườn quốc gia kéo dài từ biên giới hàng hải Đức-Đan Mạch ở phía Bắc xuống đến cửa sông Elbe ở phía nam. Trong khu vực Bắc Frisia, nó bao gồm các bãi bồi và đầm lầy quanh đảo. Có những nơi bãi bồi rộng tới 40 km. Nằm về phía nam của bãi bồi là những bãi cát lớn. Ngoài các loài động thực vật thường thấy tại Biển Wadden, đặc biệt là số lượng lớn cá heo, thì tại một phần vườn quốc gia Schleswig-Holstein có thể bắt gặp vịt và cỏ biển thuộc chi Zostera.
Với diện tích 4.410 km ² nó là một trong số vườn quốc gia lớn nhất ở Đức. Có khoảng 68% diện tích của nó là khu vực đất luôn ngập nước và 30% là theo mùa. Đất đai chủ yếu là khu vực đầm lầy nước mặn. Từ năm 1990, các vườn quốc gia, bao gồm cả quần đảo Bắc Frisia và Halligen, đã được UNESCO công nhận khu dự trữ sinh quyển thế giới. Và cùng với các khu vực khác của Đức, Hà Lan, Biển Wadden cũng được công nhận là Di sản Thế giới của UNESCO vào ngày 26 tháng 6 năm 2009 và mở rộng thêm phần thuộc lãnh thổ Đan Mạch vào năm 2014.

## Địa lý

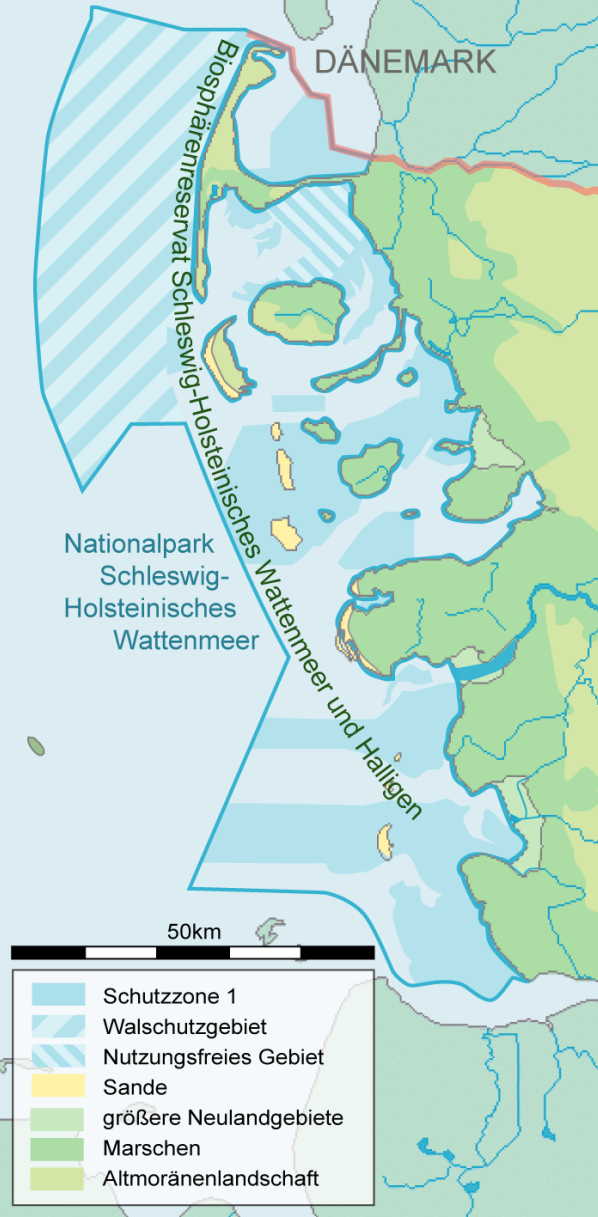
Bản đồ của vườn quốc gia với các khu bảo vệ được chỉ định.

Vườn quốc gia bao gồm khu vực của bờ biển Bắc của bang Schleswig-Holstein, gần biên giới với Đan Mạch ở phía Bắc đến cửa sông Elbe ở phía nam. Trong khu vực phía bắc (khoảng xa như là tại đảo Amrum), ranh giới của vườn quốc gia kéo dài đến giới hạn 12 dặm; phía nam nó đạt khoảng 3 dặm. Còn tại khu vực đất liền, ranh giới chạy ven khu vực ngoài khơi biển là 150 mét. Đê biển và mũi đất ngay trước mặt đê không nằm trong khu vực vườn quốc gia; những bãi biển do đó bị loại ra khỏi khu vực bảo vệ. Các khu vực đảo có người ở trên biển cũng bị loại trừ, bao gồm 5 hòn đảo thuộc quần đảo Bắc Frisia là Langeneß, Hooge, Gröde, Oland và Nordstrandischmoor. Một phần của vườn quốc gia bao gồm các đảo không có người ở, đảo nhỏ và 10 hòn đảo không có đê điều bảo vệ (được gọi chung là Halligen) như Trischen, Blauort hay đảo Bắc Frisia Barrier. Theo phân loại khu vực tự nhiên của Đức, khu vực vườn quốc gia nằm trong khu vực "Biển Wadden Schleswig-Holstein, đảo và Halligen"  trong Danh sách các khu vực tự nhiên ở Schleswig-Holstein.
Các vườn quốc gia có thể được chia thành hai khu vực. Ở phía bắc, từ biên giới Đan Mạch tới bán đảo Eiderstedt là phần Bắc Frisia; trên bờ biển phía nam của Eiderstedt xuống đến cửa sông Elbe là Dithmarschen. Biển Wadden Bắc Frisia, cùng với biển Wadden Đan Mạch, thuộc Biển Bắc. Nó được che chắn khỏi biển bởi quần đảo Bắc Frisia và các đảo Halligen. Quần đảo này đã chủ yếu được hình thành từ các yếu tố từ đất liền, mà sau đó đã bị chia tách ra, chủ yếu là do hậu quả của lũ lụt triều cường gây lên. Bãi bồi được bảo vệ giữa các đảo và biển thường thấy rõ ràng hơn, bởi vì phía đông của hòn đảo này tiếp tục sẽ là các hòn đảo có kích thước nhỏ còn về phía tây không có. Cũng không có cửa sông lớn nào tại đây và phạm vi thủy triều là tương đối thấp, thường là ở mức dưới 2 mét. Ở phía bắc Biển Wadden vẫn còn các vách đá được biết đến với tên Geest, hình thành trong kỷ băng hà, Độ cao của vách đá đạt cực đại là ở bờ biển trong khi có những khu vực khác thì nó lại tương đối bằng phẳng. Phần Dithmarschen và bờ biển phía nam giữa cửa sông Elbe là khu vực trung tâm của biển Wadden. Tại đây, thủy triều phần lớn đều cao trên 3 mét đã ngăn cản sự hình thành các hòn đảo. Tuy nhiên, một số bãi cát nổi lên từ biển, nhưng chỉ có Trischen là đủ cao và đủ an toàn và cho phép thực vật nước mặn phát triển trước những trận bão biển. So với địa chất tương tự như tại quần đảo Đông Frisia phía nam Wadden, Trischen là hòn đảo trẻ và nhỏ hơn đáng kể. Tất cả nỗ lực của con người sinh sống để củng cố đảo đều thất bại. Với một số lượng lớn các cửa sông tại khu vực này khiến vùng biển trung tâm biển Wadden có độ mặn thấp hơn so với phần còn lại.